# Холодні Терни
Холодні Терни (рос. Р.Холодныя терны; б. Холодные Терны) — річка в Україні у Волноваському районі Донецької області. Права притока річки Мокрі Яли (басейн Дніпра).

## Опис
Довжина річки приблизно 22,78 км, найкоротша відстань між витоком і гирлом — 19,92 км, коефіцієнт звивистості річки — 1,14. Формується декількома балками та загатами.

## Розташування
Бере початок на східній околиці міста Волноваха. Тече переважно на південний захід через села Новогригорівку, Новотатарівку і на західній стороні від села Златоустівка впадає в річку Мокрі Яли, ліву притоку річки Вовчої.

## Цікаві факти
- У XIX столітті на річці існівало багато водокачок, декілька газгольдерів та багато газових свердловин[2].